# Lett Nemzeti Színház
A Lett Nemzeti Színház (lettül: Latvijas Nacionālais teātris) Lettország egyik vezető hivatásos színháza. Az épület eklektikus stílusú, építészeti és művészeti emlék. Lettország függetlenségét 1918-ban ebben az épületben kiáltották ki. A színház igazgatója 2006 óta Ojārs Rubenis.

## Küldetése
A Lett Nemzeti Színház küldetése, hogy a nemzeti kultúra és művészet központja legyen, azzal a céllal, hogy a színházművészetet és a kultúra aktuális eseményeit a nemzeti értékeken keresztül a társadalom még nagyobb részével megismertesse.
A Nemzeti Színház jövőképében szerepel, hogy a lett klasszikusokat, az eredeti alkotásokat, a külföldi színházi tapasztalatokat és az aktuális eseményeket rendszeresen bemutassa a nézőknek.
A tervek között szerepel továbbá a legérdekesebb és legtehetségesebb szakemberek bevonása, a színház mint művészeti forma további fejlesztése, valamint a színházak és más kulturális szervezetek együttműködésének megerősítése.
A Nemzeti Színház fejlődésének irányelvei lehetőséget biztosítanak arra, hogy a nézők megismerkedhessenek a lett színházi életben zajló eseményekkel és a legértékesebb külföldi darabokkal, valamint lehetőséget kapnak arra is, hogy a Nemzeti Színház legjobb, nemzetközi színházi körökben szereplő darabjainak részesei lehessenek.

## Elhelyezkedése
A Lett Nemzeti Színház Lettország fővárosának, Rigának a központjában található, a Riga-csatorna partján. Az óvároson kívül helyezkedik el, egy parkban, ahol korábban a Citadella állt.

## Története
1897-ben a rigai városi tanács úgy döntött, hogy nem elég, ha csak egy színház van a városban. Riga első színháza a Német Színház volt, amelyben jelenleg az Operaház működik. Az új épület tervének kiválasztására pályázatot írtak ki. Augusts Reinbergs "Dum spiro, spero" ("Amíg élek, remélek") című terve nyert és megkezdődött az építkezés, amelyet főleg helyi orosz kereskedők és néhány nemes finanszírozott. A színházat 1902. szeptember 14-én nyitották meg a nagyközönség előtt Riga második orosz színházaként, és színházi és operaelőadásoknak egyaránt otthont adott. Bár orosz nyelvű színház volt, 1917-re a Rigai Lett Társaság bérbe adta a helyiségeket lett nyelvű színdarabok megrendezéséhez.
Az első világháború idején a színházat kiürítették, de 1918-ban már folytatta tevékenységét, és október 15-én Richard Wagner A bolygó hollandi című darabját állították színpadra. Alig több mint egy hónappal később Lettország kihirdette függetlenségét, a nyilatkozatot a színház színpadán olvasták fel. Az egyetlen fennmaradt fénykép erről a történelmi eseményről a színház nagytermében készült.
1919-ben, a bolsevik uralom rövid időszaka alatt az ideiglenes kormány Munkásszínháznak nevezte, de hamarosan Lett Nemzeti Színházzá vált, és november 30-án pedig sor került a hivatalos megnyitóra Rūdolfs Blaumanis "Ugunī" ("Tűzben") című előadásával. A művészeti programot Jānis Akuraters lett író, az Oktatási Minisztérium művészeti osztályának akkori vezetője állította össze.
A szovjet megszállás alatt a Lett Nemzeti Színház nem tudta megőrizni hazafias nevét, s Rigai Drámai Színházként működött, majd 40 évvel később, a függetlenség helyreállítása után visszatért korábbi nevéhez.
A színház jelenlegi ügyvezető igazgatója Ojārs Rubenis, művészeti vezetője pedig Edmunds Freibergs.

## Kialakítása
Az épületben különböző stílusok keverednek; a homlokzaton eklektikus és barokk jegyek, valamint a Rigában akkoriban rendkívül népszerű szecessziós stílus elemei is megtalálhatóak. A belső tér nagyon funkcionális, de a különféle díszekben a klasszicizmus elemei is fellelhetőek. A színházban három terem van: a Nagyterem (750 férőhellyel), a Színészterem (előadástól függően 50–90 ülőhellyel) és az LMT Új terem (előadástól függően 60–120 ülőhellyel).

## Fordítás
- Ez a szócikk részben vagy egészben  a   Latvian National Theatre című angol Wikipédia-szócikk ezen változatának fordításán alapul.  Az eredeti cikk szerkesztőit annak laptörténete sorolja fel. Ez a jelzés csupán a megfogalmazás eredetét és a szerzői jogokat jelzi, nem szolgál a cikkben szereplő információk forrásmegjelöléseként.